# دنی ویلاهرموسا
دنی ویلاهرموسا (انگلیسی: Dani Villahermosa؛ زادهٔ ۲ ژانویهٔ ۲۰۰۱) بازیکن فوتبال اهل اسپانیا است که در پست هافبک برای باشگاه اسپانیایی کاستیون بازی می‌کند.